# غريغوري سكوت كامينز
غريغوري سكوت كامينز (بالإنجليزية: Gregory Scott Cummins)‏ هو ممثل أمريكي، ولد في 10 مارس 1956 في أوريندا في الولايات المتحدة.

## أعمال

### أفلام
- (1992) عودة الرجل الوطواط
- (1993) نهاية مشوقة[3][4][5]
- (2003) المهمة الإيطالية[6]

### مسلسلات
- إن سي آي إس
- جوال تكساس ووكر
- خطوة بخطوة
- موردر

## وصلات خارجية
- غريغوري سكوت كامينز على موقع IMDb (الإنجليزية)
- غريغوري سكوت كامينز على موقع ألو سيني (الفرنسية)
- غريغوري سكوت كامينز على موقع أول موفي (الإنجليزية)
- غريغوري سكوت كامينز على موقع قاعدة بيانات الأفلام السويدية (السويدية)
- غريغوري سكوت كامينز على موقع قاعدة بيانات الفيلم (الإنجليزية)
- غريغوري سكوت كامينز على موقع كينوبويسك (الروسية)